# Morella kandtiana
Morella kandtiana är en porsväxtart som först beskrevs av Adolf Engler, och fick sitt nu gällande namn av B. Verdcourt och R.M. Polhill. Morella kandtiana ingår i släktet Morella och familjen porsväxter. Inga underarter finns listade i Catalogue of Life.